# Rectogranuliferella
Rectogranuliferella es un género de foraminífero bentónico de estatus incierto, aunque considerado perteneciente a la familia Endothyridae, de la superfamilia Endothyroidea, del suborden Fusulinina y del orden Fusulinida. Su especie tipo es Palaeospiroplectammina? godini. Su rango cronoestratigráfico abarcaba el Tournaisiense superior (Carbonífero inferior).

## Discusión
Clasificaciones más recientes hubiesen incluido Rectogranuliferella en el suborden Endothyrina, del orden Endothyrida, de la subclase Fusulinana de la clase Fusulinata.

## Clasificación
Rectogranuliferella incluía a la siguiente especie:
- Rectogranuliferella godini †